# 草官線
草官線（そうかんせん）は、昆河線の草壩駅から、箇旧市官家山に至る全長31.9kmのメーターゲージ鉄道である。本線は雨過舗駅にて蒙宝線に接続し、昆河線と蒙宝線を連絡する。

## 歴史
- 1958年、錫鉱区の開発のため、人民解放軍の鉄道兵が中心となって、昆河線草壩駅から箇碧石鉄道の雨過舗駅までの11.3kmが建設された。
- 1965年、雨過舗駅の貨物操車場から、リン肥料工場のある関聖庄（現在の仁和村駅）までの 1.86km を延伸。
- 1966年から1969年にかけて、関聖庄から官家山にかけての18.2kmを延伸。